# Polska Akademia Literatury

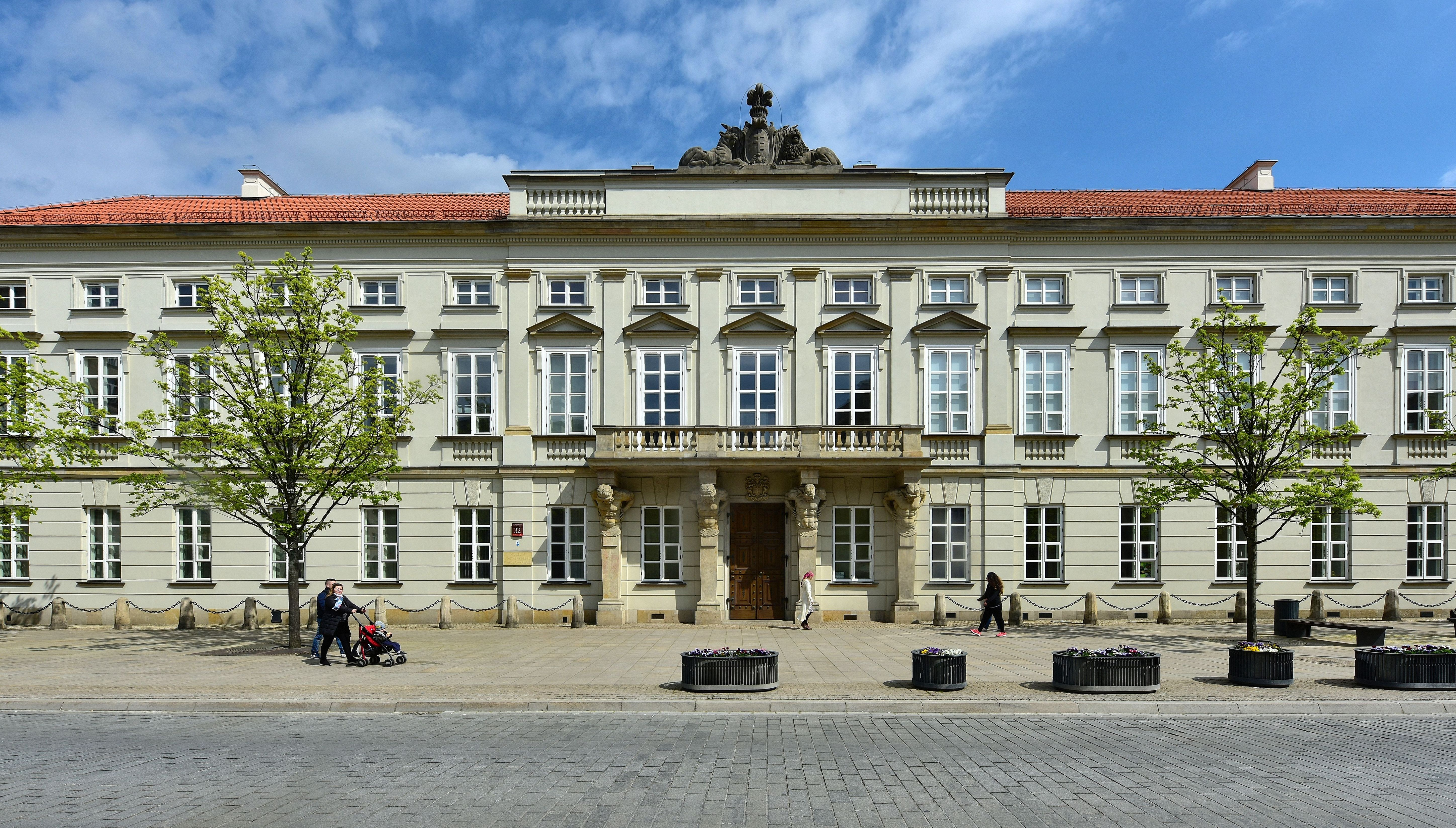
Tyszkiewicz-Palais in Warschau, Sitz der Polnischen Literaturakademie

Die Polska Akademia Literatury (dt.: Polnische Literaturakademie) existierte zwischen 1933 und 1939 und war eine der wichtigsten Institutionen des literarischen Lebens in der Zweiten Republik Polen.
Die Akademie wurde kraft Regierungsverordnung zum Zwecke der Prämierung und Förderung der besten zeitgenössischen polnischen Literaturschaffenden gegründet. Laut ihrer Satzung sollte sie das höchste Gremium für polnische Sprache, Literatur und Kultur sein. Die Akademie vergab die begehrten Literaturpreise, den Złoty und Srebrny Wawrzyn (Goldenen und Silbernen Lorbeerkranz).
Die Struktur der Akademie wurde bewusst an die der Académie française angelehnt. Sie bestand aus 15 auf Lebenszeit gewählten Mitgliedern, wobei die ersten 7 vom Kulturminister und die übrigen 8 von diesen ersten 7 gewählt wurden. Darüber hinaus gab es Ehrenmitglieder, zu denen u. a.  Staatspräsident Ignacy Mościcki und Marschall
Józef Piłsudski zählten. Ihr Präses wurde Wacław Sieroszewski, ihm zur Seite standen der Vizepräses Leopold Staff und der Generalsekretär Juliusz Kaden-Bandrowski.